# Cyclosa shinoharai
Cyclosa shinoharai là một loài nhện trong họ Araneidae.
Loài này thuộc chi Cyclosa. Cyclosa shinoharai được miêu tả năm 1993 bởi Tanikawa & Ono.